# Brücke von Alcántara
Die Brücke von Alcántara (spanisch Puente de Alcántara) ist eine römische Steinbogenbrücke in Spanien, die nahe dem gleichnamigen Ort in der Extremadura zirka fünf Kilometer vor der portugiesischen Grenze den Fluss Tajo überspannt. Sie gilt als das bedeutendste erhalten gebliebene römische Brückenbauwerk.

## Architektur und Widmung
Die Brücke erstreckt sich mit sechs unterschiedlich weiten Bögen über eine Länge von 194 Metern. Ihre 8 Meter breite Fahrbahn liegt etwa 50 Meter über dem Normalwasserspiegel des Tajo, die Gesamthöhe des Bauwerks liegt bei 71 Metern. Die beiden zentralen Bögen der Brücke zählen mit ihrer Weite von 27,34 Metern bzw. 28,60 Metern zu den größten erhaltenen antiken Bogenkonstruktionen. Die rechteckigen, im Grundriss zirka 12,20 × 8,30 Meter messenden Pfeiler sind an beiden Seiten mit dreieckigen Strombrechern von etwa 8 Metern Länge ausgestattet und gründen unmittelbar auf dem Schieferfelsen des Untergrundes, in den Fundamentplattformen hineingehauen wurden. Die Brücke ist mörtelfrei im opus quadratum (römische Quaderbauweise) errichtet, wobei die Steine an einigen Stellen, insbesondere im unteren Bereich der Pfeiler, mit Metallklammern verbunden wurden.
Zur Mitte der Brücke hin befindet sich ein dem Kaiser Trajan gewidmeter, etwa 14 Meter hoher Ehrenbogen, der auf Tafeln die den Bau finanzierenden Munizipien nennt. Außerdem wurde aus den auch zum Bau der Brücke verwendeten Granitquadern an der Südostseite ein kleiner, den vergöttlichten römischen Kaisern gewidmeter Tempel errichtet, der die Grablege des Erbauers der Brücke enthält, Caius Iulius Lacer, vermutlich ein römischer Militäringenieur. Es handelt sich neben dem Tempel von Vic um einen von nur zwei komplett erhaltenen römischen Tempeln auf der iberischen Halbinsel.
Darin befand sich eine (im 19. Jahrhundert durch eine Neuanfertigung aus Marmor ersetzte) Steintafel mit einer Inschrift, die den Architekten nennt und der Brücke bestimmt, die Jahrhunderte zu überdauern:
Pontem perpetui mansurum
in saecula mundi
fecit divina nobilis arte Lacer …
Die Brücke, auf Dauer zu bleiben
in des ewigen Weltlaufs Jahrhunderten,
schuf der löbliche Lacer mit göttlicher Kunst …

## Geschichte

### Bau der Brücke
Die Straßenbrücke wurde im ersten Jahrzehnt des zweiten nachchristlichen Jahrhunderts, zur Zeit des Kaisers Trajan, innerhalb von etwa fünf Jahren erbaut. Zum Vergleich wurden für den Bau von Projekten ähnlicher Größenordnung im Mittelalter oft Jahrzehnte oder sogar Jahrhunderte benötigt. Ermöglicht wurde die kurze Bauzeit durch den hohen logistischen Organisationsgrad des römischen Zentralverwaltungs- und Transportsystems, das Arbeitskräfte – freie Arbeiter sowie Sklaven – aus einem riesigen Reservoir effektiv an bestimmten Orten konzentrieren konnte. Fertiggestellt wurde die Brücke von Alcántara wahrscheinlich in den Jahren 105 oder 106 n. Chr.
Der Bau erfolgte auf finanzielle Initiative von elf Munizipien der Provinz Lusitania. Sie wollten die Verkehrsverbindungen nach Kantabrien und Galicien verbessern, die vor allem für die Versorgung aus den dort ausgebeuteten Eisenvorkommen bedeutend war. Bis dahin konnte diese nur auf dem schwierigen und riskanten Seeweg über den Atlantik bedient werden. Kernstück der Verkehrsader war die neue Straßenverbindung zwischen Norba (heute Cáceres) und Conimbriga (bei Condeixa-a-Velha), auf der als wichtigstes Hindernis der Fluss Tagus (spanisch Tajo, portugiesisch Tejo) überwunden werden musste.
Man entschied sich dafür, den Tagus an einer Stelle, in der er tief in die Hügellandschaft eingeschnitten ist, mit einer Brücke zu überspannen. Da die Hoch- und Tiefwasseramplitude an diesem Ort besonders hoch ist, stellten sich besondere Anforderungen an den zu realisierenden Bau. Lacer löste das Problem mit einer statisch wie ästhetisch eindrucksvollen Konstruktion.

### Arabische Eroberung und Reconquista
Die Araber, die zu Beginn des achten Jahrhunderts die iberische Halbinsel erobert hatten, schätzten die bautechnische und strategische Bedeutung der Brücke so hoch ein, dass sie die auf der Anhöhe über der Brückenzufahrt entstehende Ansiedlung al-Qantara (القنطرة) nannten, was schlicht „die Brücke“ bedeutet. Der Historiker und Geograph al-Idrisi bezeichnete die „Schwertbrücke“ (Qantarat as-Saif قنطرة السيف) in seiner Beschreibung Spaniens im 12. Jahrhundert als eines der Weltwunder. Auf die erwähnte arabische Bezeichnung geht wohl auch die Legende zurück, im Inneren der Brücke sei ein goldenes Schwert eingemauert; einer anderen Überlieferung zufolge soll es sich um das Schwert Roderichs handeln, des letzten westgotischen Königs von Toledo.
Als sich zur Zeit der Reconquista die christlichen Truppen näherten, zerstörten die abziehenden Mauren einen der beiden kleinsten Bögen. Endgültig eroberte König Alfons IX. von León Alcántara im Jahr 1213 für sein Reich und übergab Festung und Brücke fünf Jahre darauf dem später Alcántaraorden genannten Ritterorden.

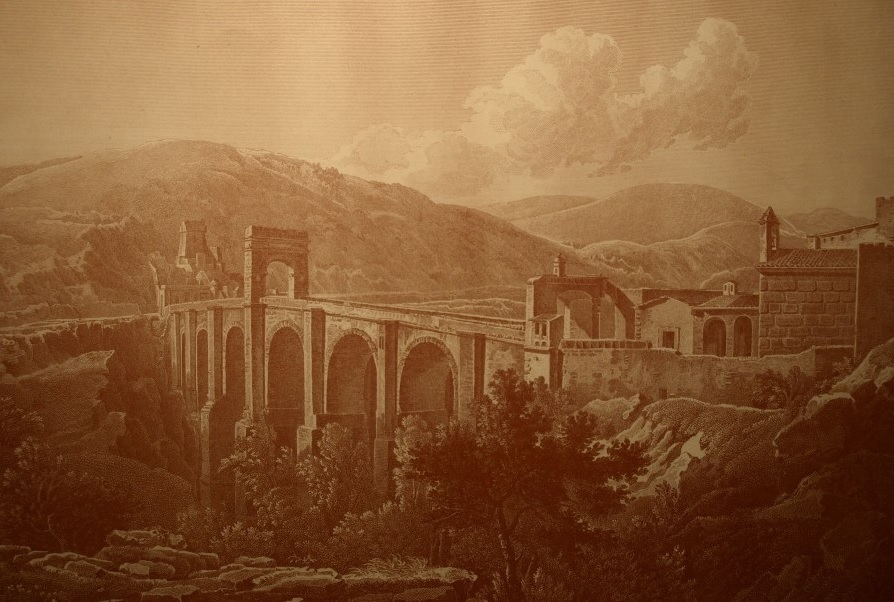
Der Stich von Gaucherel/Lemaître zeigt den Zustand der Brücke zu Beginn des 19. Jh. Gut zu erkennen ist die zur Mitte hin ansteigende Fahrbahn.

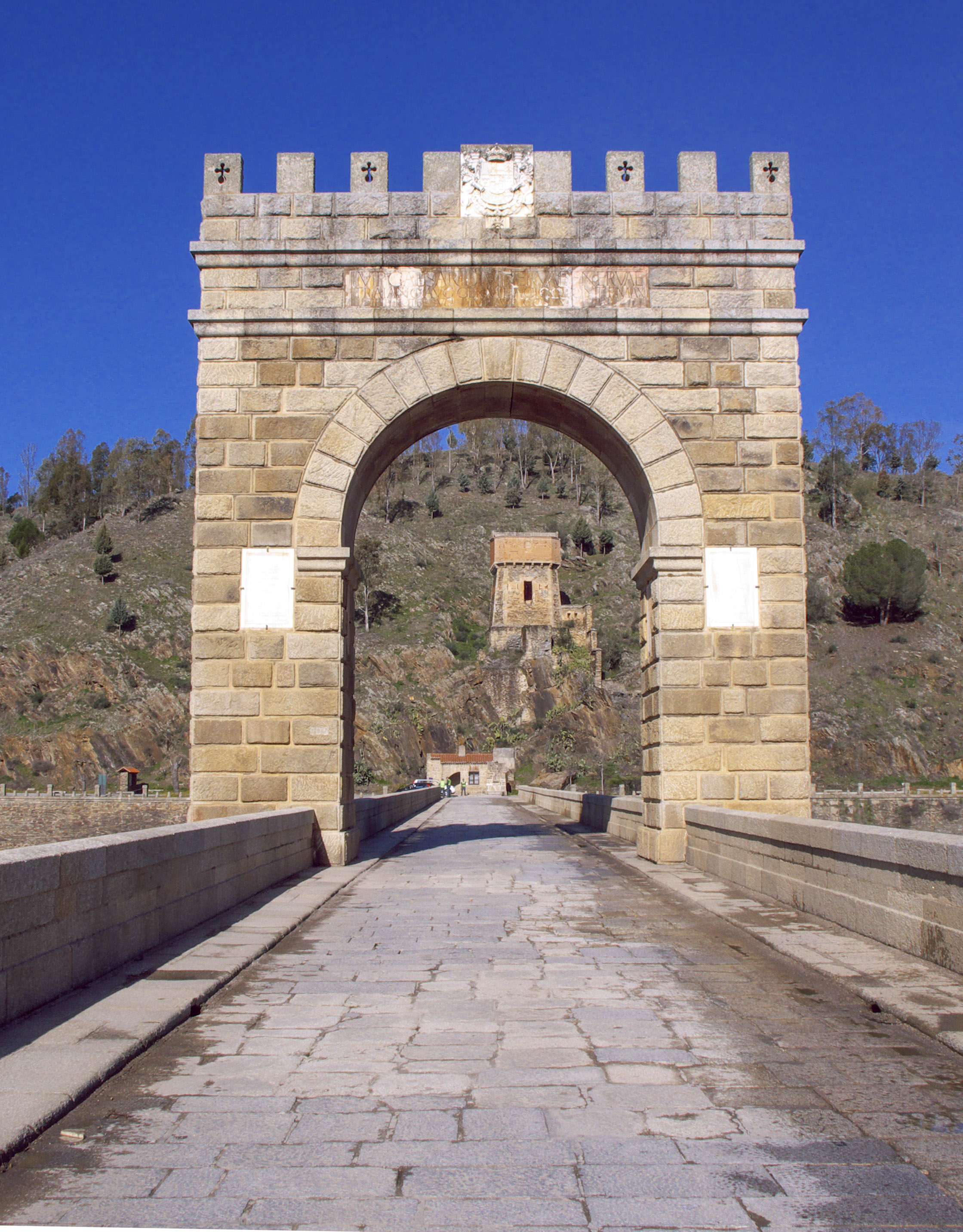
Blick durch den Ehrenbogen nach Norden, im Hintergrund der Torre de Oro
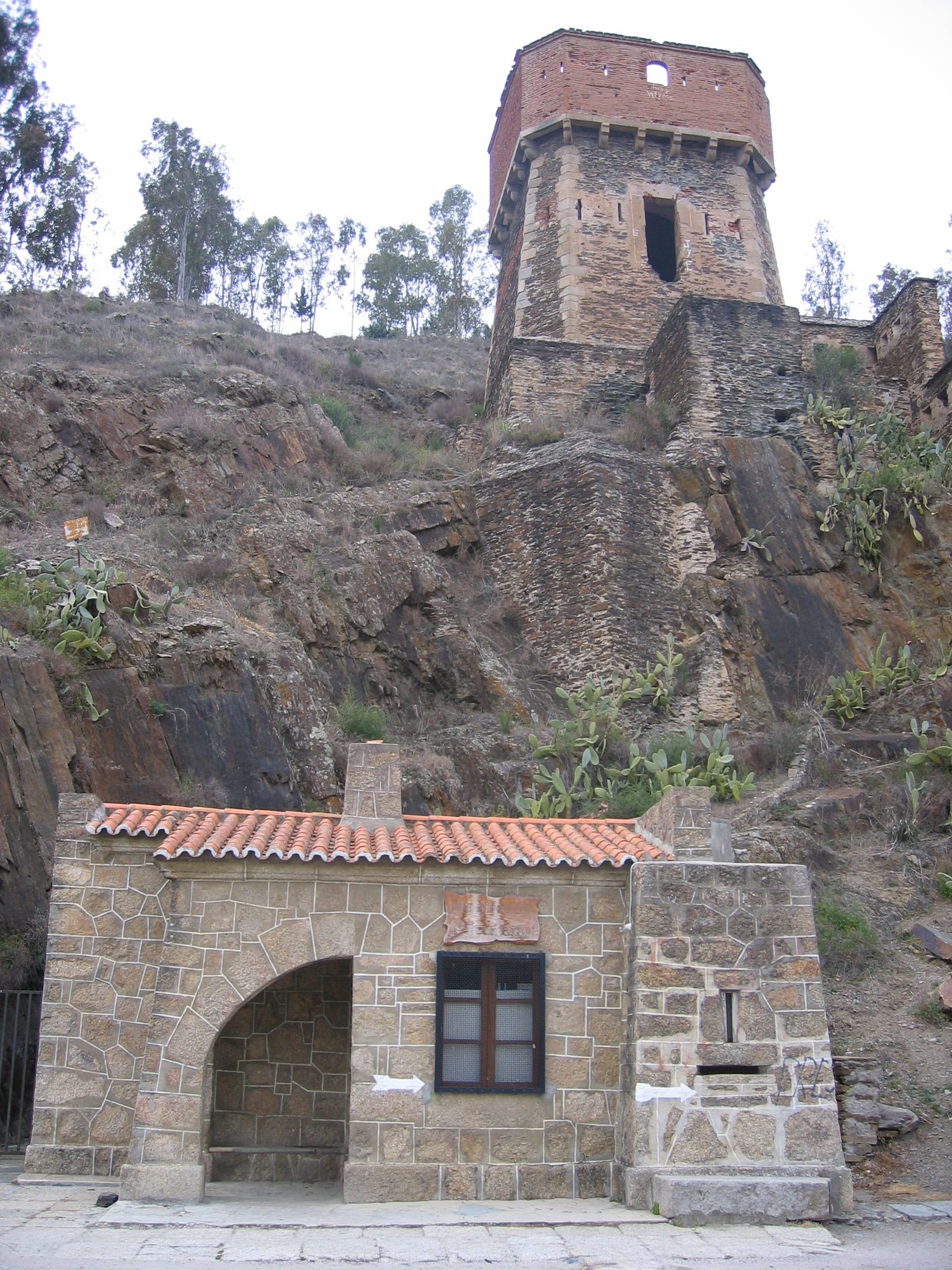
Reste der unter Kaiser Karl V. errichteten Grenzbefestigung (Torre de Oro)
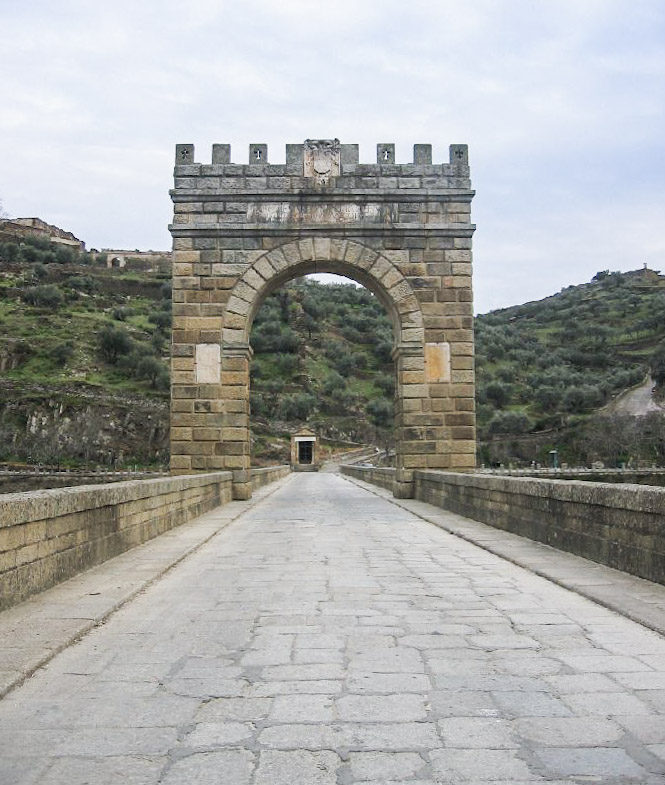
Blick nach Süden, im Hintergrund der kleine Tempel mit Lacers Grab
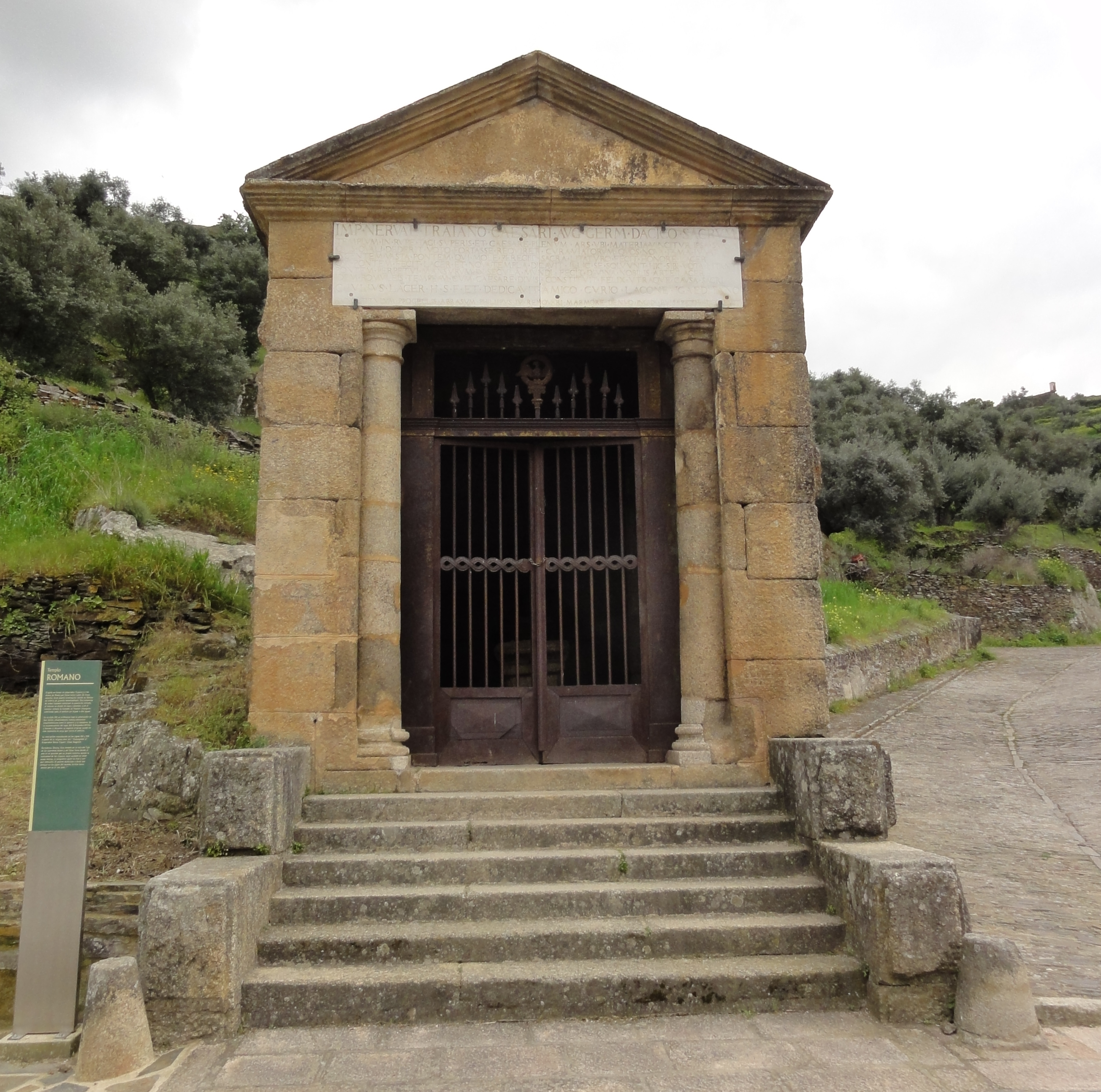
Der Eingang des Tempels mit der Grablege des römischen Architekten

### Renovierungen und Kriegsschäden

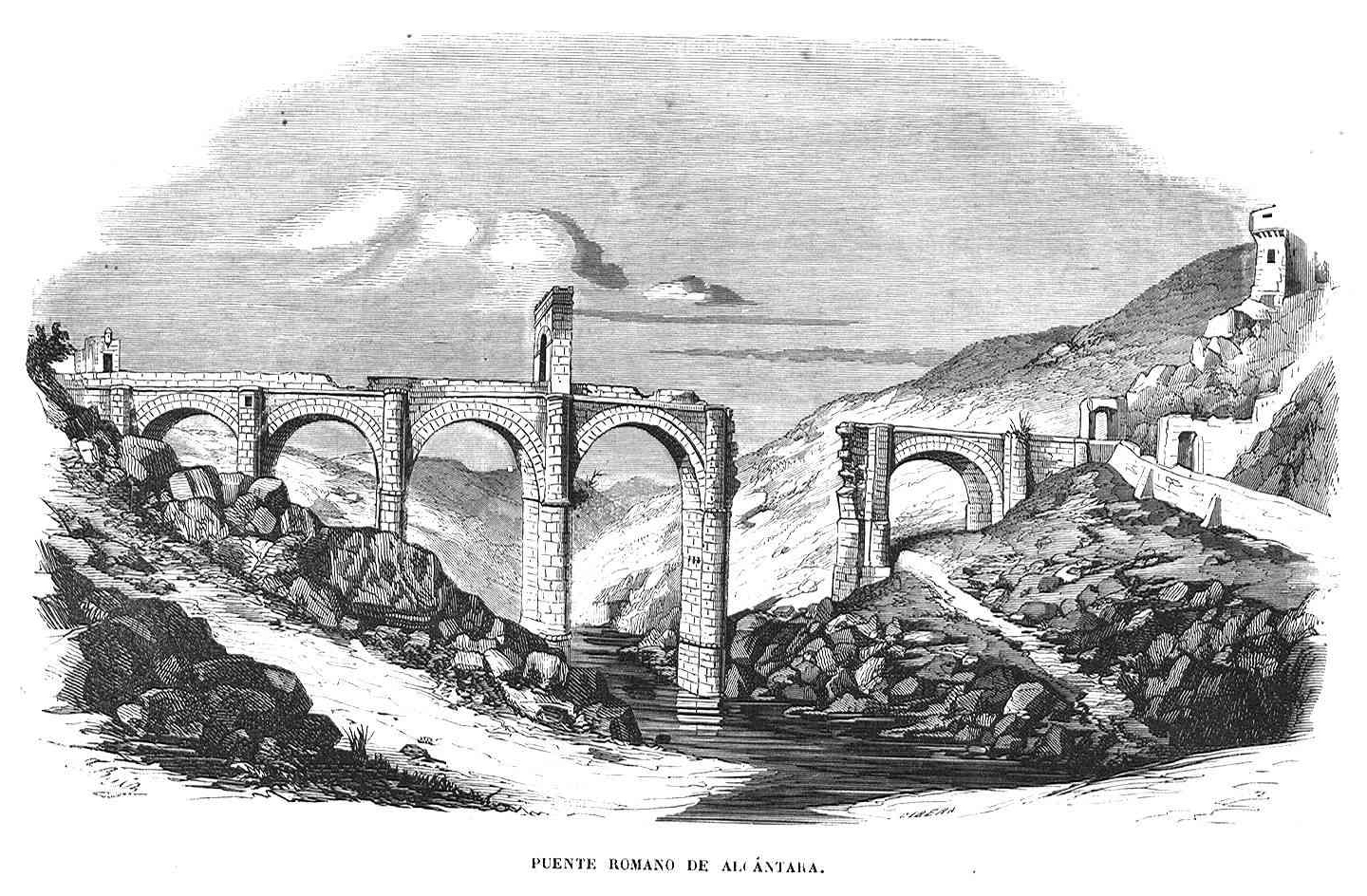
Illustration in einer spanischen Zeitschrift, 1857 (zeigt den damals aktuellen Zustand mit Lücke)

Unter König Karl I. wurde das Bauwerk 1543 wiederhergestellt, renoviert und auf dem Portugal zugewandten Nordufer mit Verteidigungsanlagen ausgestattet, deren Reste (der sogenannte Torre de Oro, „Goldener Turm“) heute noch sichtbar sind. Zur Erinnerung wurde am Ehrenbogen auf der linken Seite (s. Foto) eine Tafel mit einer Inschrift angebracht.
Während des spanischen Erbfolgekrieges wurde im Jahre 1707 der erste Bogen auf der Nordwestseite zerstört, den König Karl III. 1778 wieder aufbauen ließ.
In den Koalitionskriegen wurde 1809 während der Kämpfe zwischen napoleonischen und portugiesisch-englischen Kräften der von Nordwesten aus gesehen zweite Bogen gesprengt. Das Befahren der Brücke wurde dann 1818 durch eine Hilfskonstruktion aus Holz wieder ermöglicht, die jedoch ihrerseits während der Karlistenkriege im Jahr 1836 verbrannte. Erst zwischen 1858 und 1869 wurde der zerstörte Bogen auf Geheiß der Königin Isabella II., die an der rechten Seite des Trajanbogens ebenfalls eine Gedenktafel anbringen ließ, wieder aufgebaut. Dabei wurde auch die bis dahin zur Mitte hin ansteigende Fahrbahn begradigt und der Brückenbogen nicht wie ursprünglich ohne Mörtel gebaut, was nicht heutigen konservatorischen Grundsätzen entspricht.

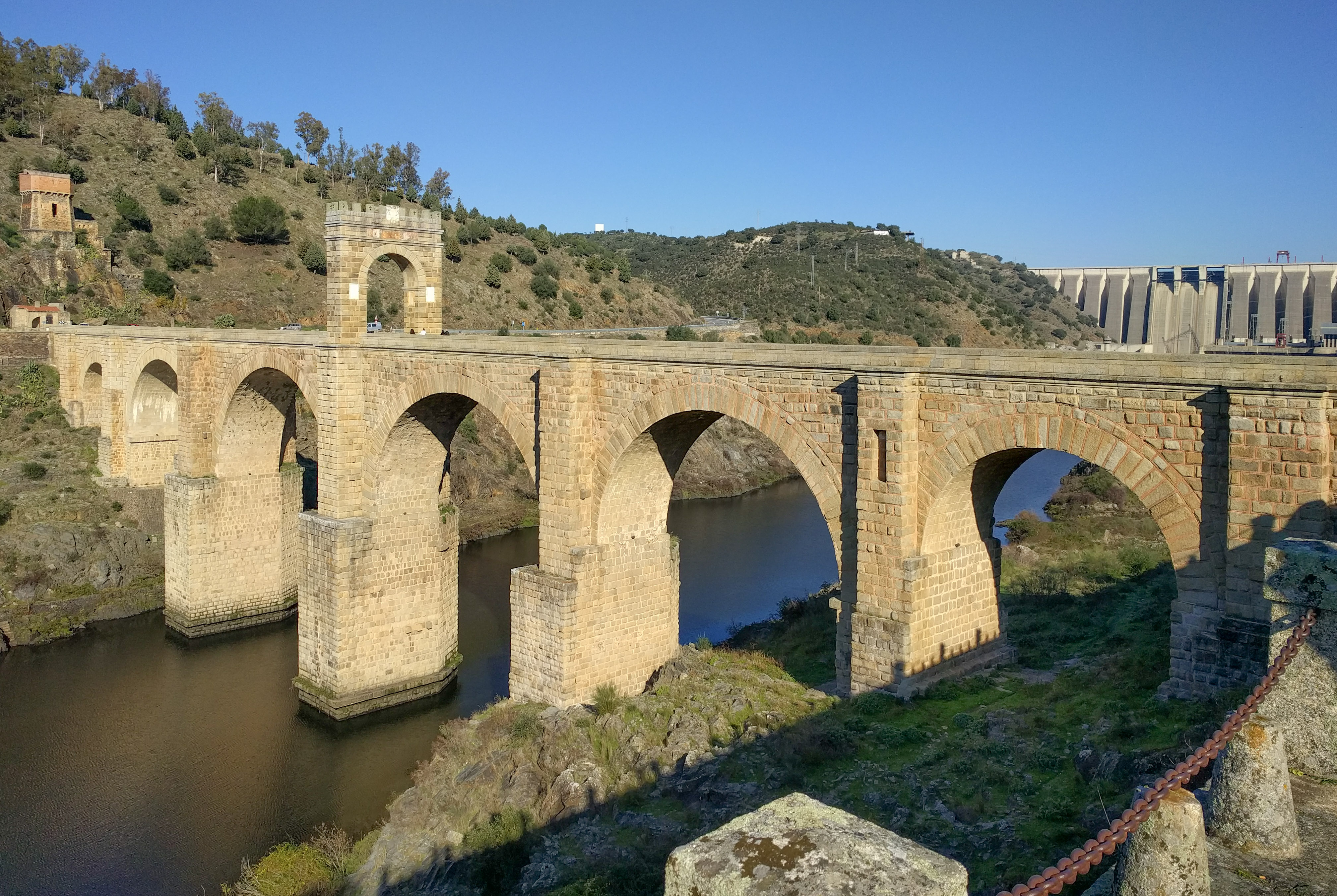
Südansicht der Brücke mit Staumauer im Hintergrund

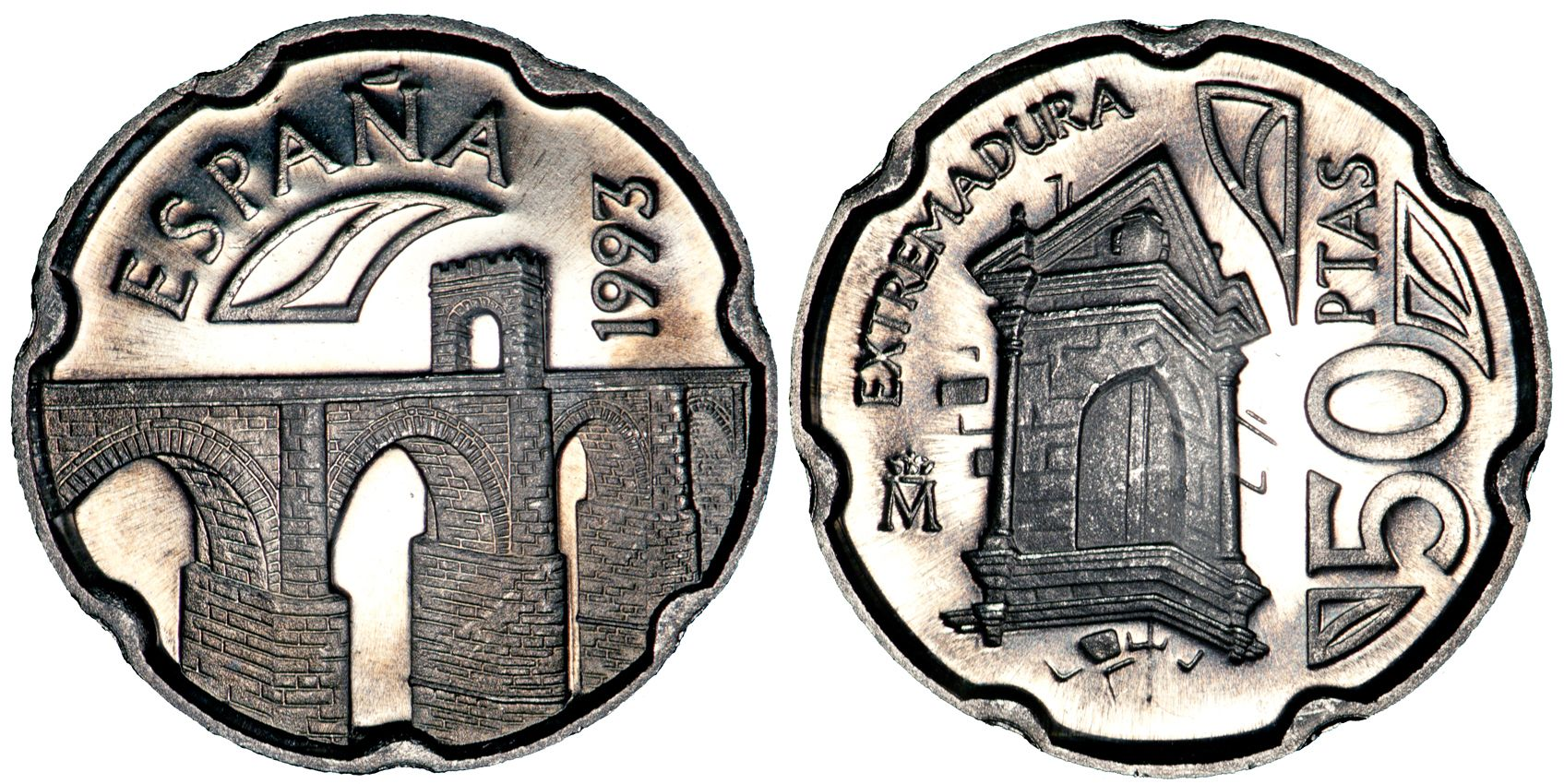
Sondermünze zu 50 Peseten (1993)
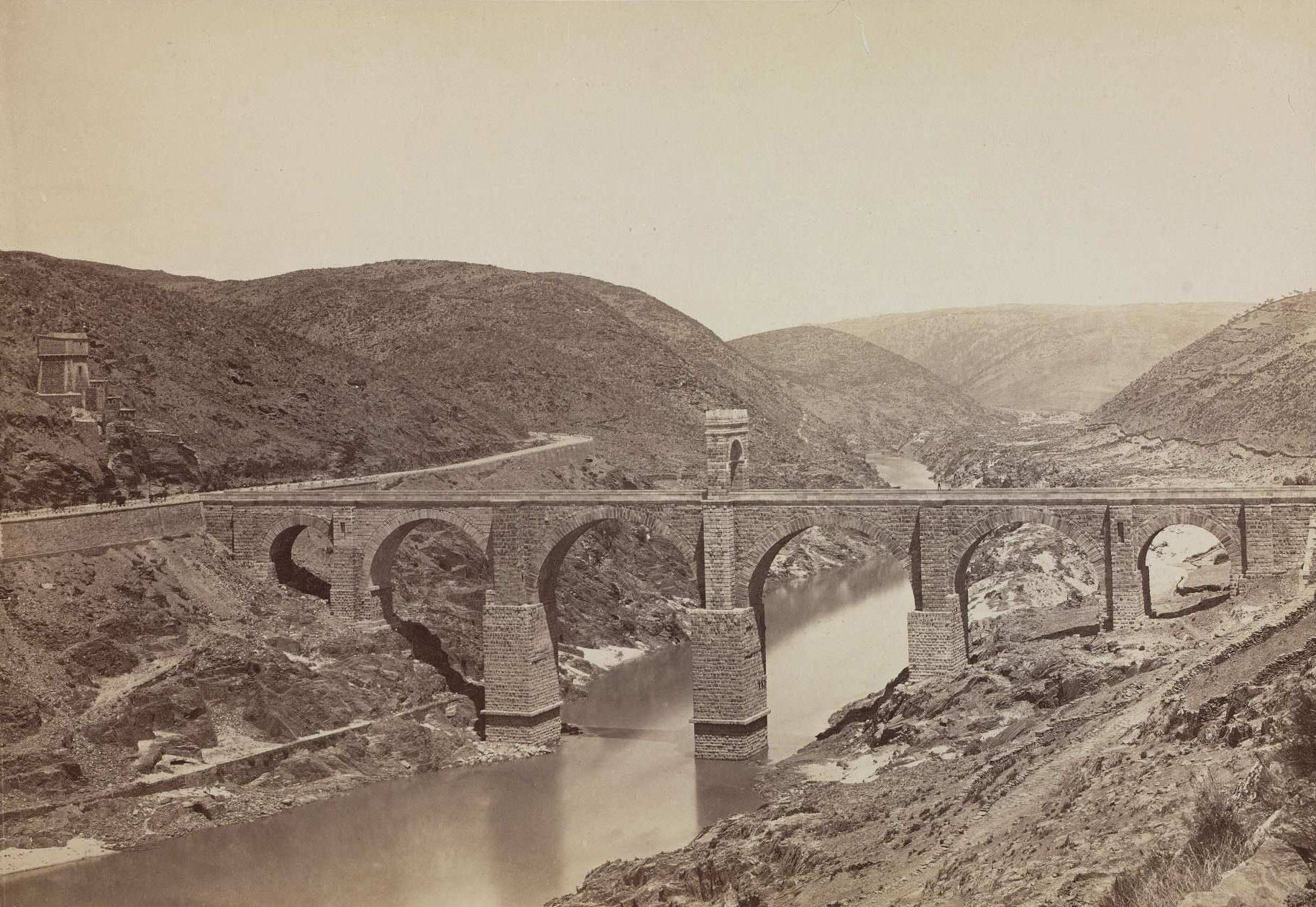
Photographie von J. Laurent (um 1870)
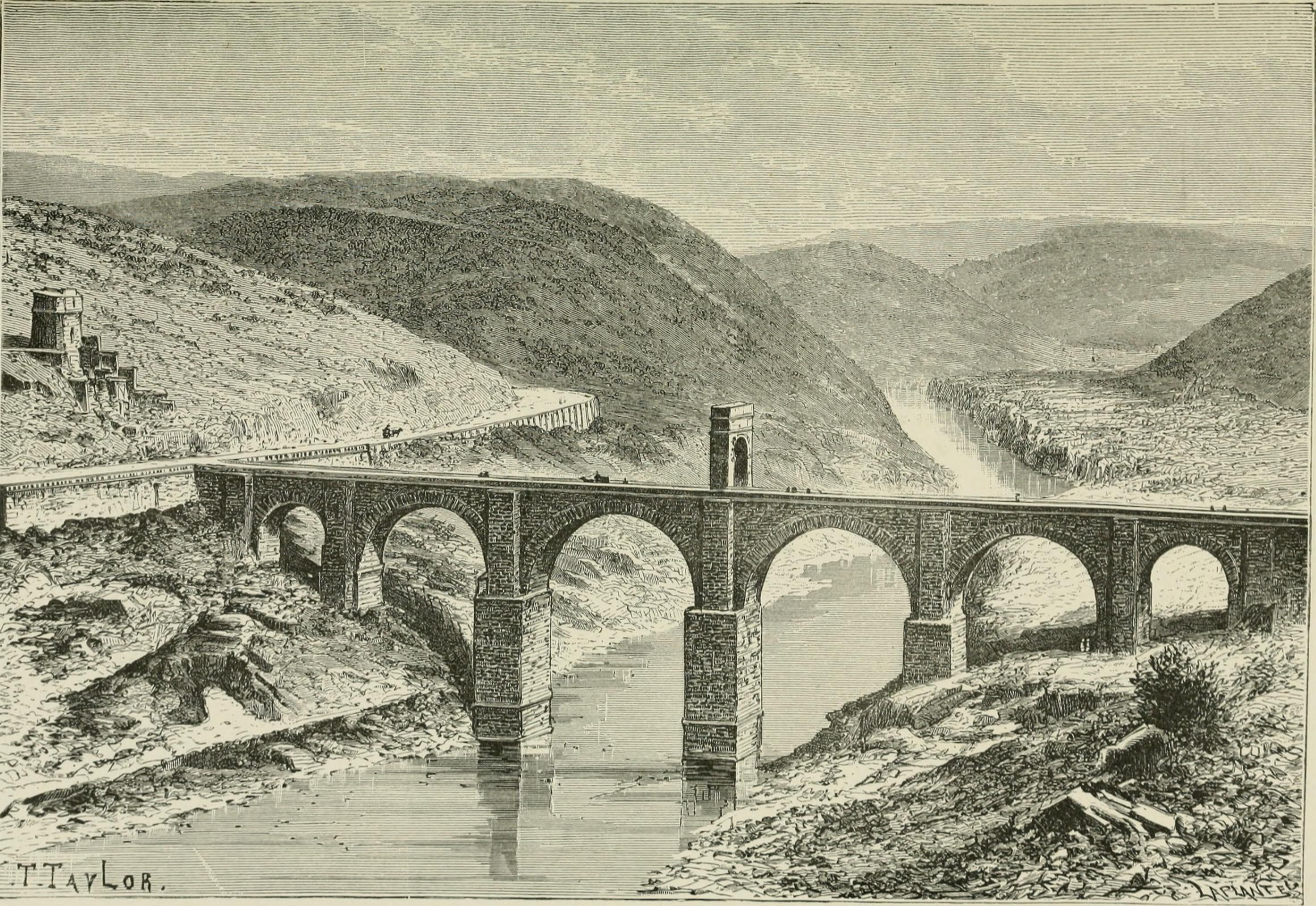
Buchillustration von T. Taylor (1883)
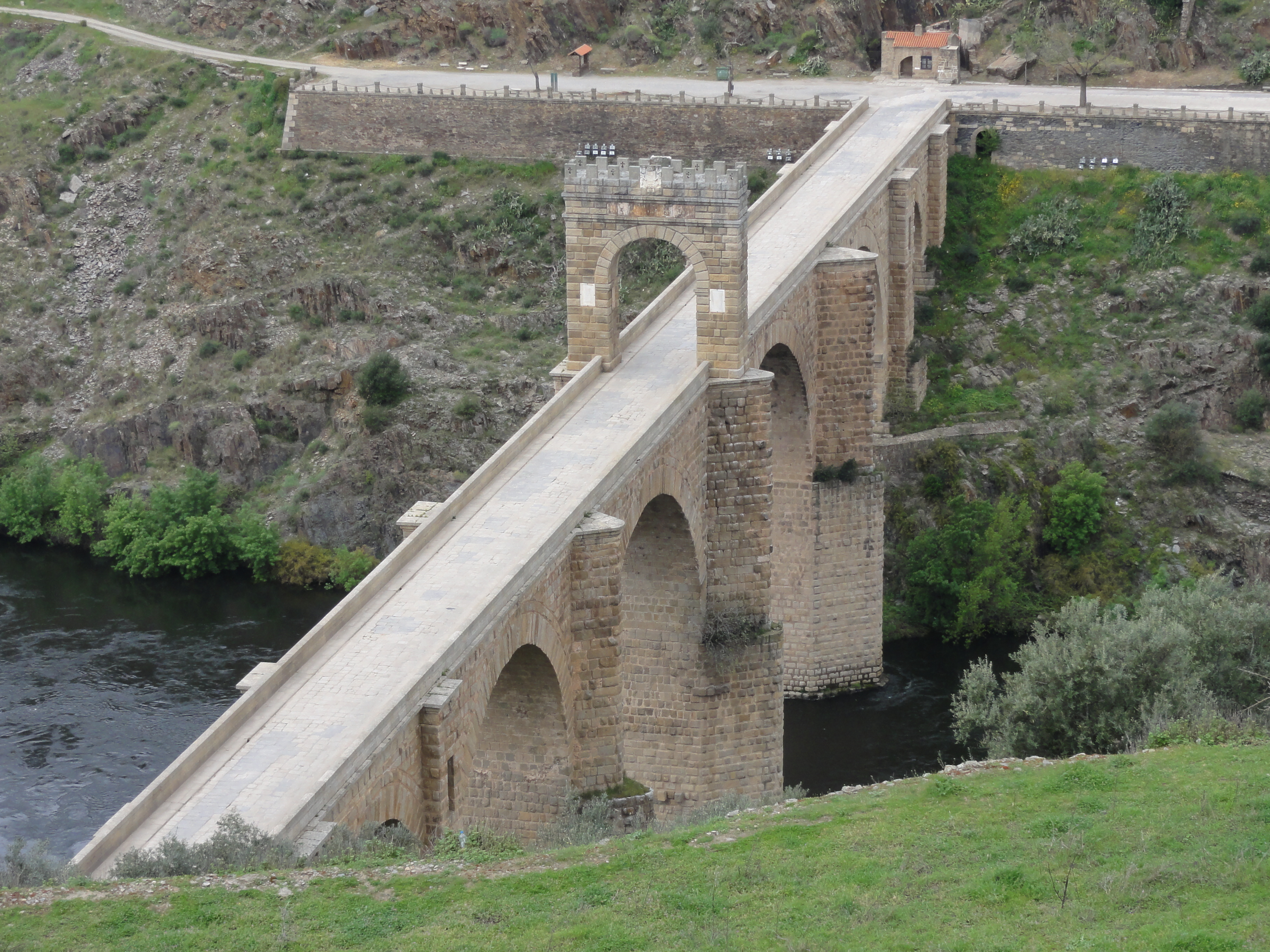
Aufnahme vom Berg her, zeigt die begradigte Fahrbahn

### Staumauer
Etwa 600 Meter flussaufwärts wurde 1970 die Staumauer für den Alcántara-Stausee errichtet.

### Architekturpreis
Seit 1988 wird von einer Stiftung alle zwei Jahre der internationale Architekturpreis Premio Internacional Puente de Alcántara vergeben, mit dem „im Zeichen dieser römischen Brücke Ingenieurbauwerke von herausragender kultureller, technischer, ästhetischer oder gesellschaftlicher Bedeutung in Spanien, Portugal und Lateinamerika ausgezeichnet werden sollen“.

### Weltkulturerbe
Die Aufnahme der Brücke in das Weltkulturerbe der UNESCO ist seit 1998 beantragt. 2013 bildete sich im Landesparlament der Extremadura eine parteiübergreifende Initiative, die den Prozess der Anerkennung des Denkmals wiederbeleben und vorantreiben wollte. Im Oktober 2014 beantwortete die damalige extremenische Kulturministerin Trinidad Nogales eine parlamentarische Anfrage zum Stand des Verfahrens und kündigte an, die seit Jahren ruhenden Planungen zum Bau einer Ausweichbrücke zwecks Entlastung der römischen Brücke vom Durchgangs-Autoverkehr wieder aufzugreifen. Dies sei „das Erste“, was die damals gerade ins Amt gewählte Regierung in Angriff nehmen werde, um das Anliegen zu unterstützen, dieses „Juwel der Extremadura, die vielleicht bedeutendste Brücke des Okzidents“, in die internationale Welterbeliste eintragen zu lassen.
Im Dezember 2019 verabschiedete das extremenische Landesparlament erneut parteiübergreifend eine Resolution, mit der alle Akteure auf kommunaler, regionaler und gesamtstaatlicher Ebene zur Zusammenarbeit und Intensivierung der Anstrengungen zur Erlangung des Welterbestatus aufgefordert wurden. Ziel ist die Aufnahme der Brücke in die nationale Tentativliste des spanischen Kulturministeriums, mit der der UNESCO geeignete Objekte vorgeschlagen werden. In der Debatte über die Resolution kritisierten die Initiatoren von der Volkspartei die Untätigkeit der Regierung in den letzten Jahren, in denen nicht einmal die Fahrbahn der Brücke ausgebessert wurde. Vertreter der regierenden Sozialisten stellten demgegenüber klar, dass die Planungen für eine Ausweichbrücke mittlerweile fortgeschritten seien. Nach wie vor passieren jährlich rund 237.000 Kraftfahrzeuge die Brücke, darunter 5000 hochtonnagige Lkw. Ein Erschwernis im Anerkennungsprozess wird außerdem in der Tendenz der UNESCO gesehen, historische Denkmalkomplexe gegenüber Einzelobjekten zu bevorzugen.

### Epigraphen
Dokumentierte lateinische Inschriften vom Fundort im Projekt Hispaniae Epigraphica:
- Inschrift des Ehrenbogens (Reg. Nr. 21737)
- Widmung der am Bau beteiligten Munizipien (Reg. Nr. 21738)
- Inschrift über dem Tempeleingang mit Würdigung des Architekten (Reg. Nr. 21739)